# 59 (tal)
59 (femtionio) är det naturliga talet som följer 58 och som följs av 60.
- Hexadecimala talsystemet: 3B
- Binärt: 111011

## Talteori
- Delbarhet: 1, 59
- Antal delare: 2
- Summan av delarna: 60
- Primtal: Det 17:e primtalet efter 53 före 61
- Det är en primtalstvilling med 61
- 59 är ett udda tal.
- 59 är ett extraordinärt tal.
- 59 är ett aritmetiskt tal.
- 59 är ett palindromtal i det kvarternära talsystemet.

## Inom vetenskapen
- Praseodym, atomnummer 59
- 59 Elpis, en asteroid
- Messier 59, elliptisk galax i Jungfrun, Messiers katalog